# 海丰县总工会旧址
海丰县总工会旧址，位于中国广东省汕尾市海丰县海城镇幼石街，为海丰县的一个县级文物保护单位，类型为近现代重要史迹及代表性建筑，公布时间为1963年。
海丰县总工会旧址的历史年代为1926-1928年。

## 历史
原址为清代万寿寺。1925年10月，广东国民革命军第二次东征胜利后，海丰组织了二十个行业的工会组织。
1926年5月1日，成立海丰县总工会，设在此处办公。

## 建筑
坐北向南，总面积约7000平方米，建筑面积1051平方米，面宽三间。